# Сафван (имя)

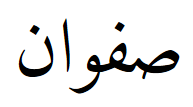
Сафван

Сафван (араб. صفوان‎ - «Скала», «Камень») — арабское имя, происходит от глагола «сфв», одно из значений которого «отбирать». Является однокоренным с именем Сафа.